# Madhogarh
Madhogarh è una suddivisione dell'India, classificata come nagar panchayat, di 10.071 abitanti, situata nel distretto di Jalaun, nello stato federato dell'Uttar Pradesh. In base al numero di abitanti la città rientra nella classe IV (da 10.000 a 19.999 persone). 

## Geografia fisica
La città è situata a 26° 16' 34 N e 79° 11' 13 E e ha un'altitudine di 142 m s.l.m..

## Società

### Evoluzione demografica
Al censimento del 2001 la popolazione di Madhogarh assommava a Nnn persone, delle quali 5.479 maschi e 4.592 femmine. I bambini di età inferiore o uguale ai sei anni assommavano a 1.409, dei quali 774 maschi e 635 femmine. Infine, coloro che erano in grado di saper almeno leggere e scrivere erano 6.313, dei quali 3.869 maschi e 2.444 femmine.